# Mycobates cambricus
Mycobates cambricus är en kvalsterart som först beskrevs av Hull 1916.  Mycobates cambricus ingår i släktet Mycobates och familjen Punctoribatidae. Inga underarter finns listade i Catalogue of Life.